# GROWI
GROWIは、MITライセンスで公開されているオープンソースのウィキソフトウェアである。
開発は主に、日本の東京都新宿区に拠点を置く株式会社WESEEK所属のエンジニアによって行われている。
SAMLやLDAP認証、外部のOAuthプロバイダを利用したログインをサポートしている。

## 開発経緯
株式会社WESEEKでは長らくウィキソフトウェアとしてPukiwiki Plus!を利用していたが、Markdownで記述可能なウィキを利用したいとの動機から、代表の武井雄紀が個人でCrowiをフォークしPukiwiki Plus!の要素を追加したcrowi-plusの開発を開始。2017年5月にMITライセンスで公開した。
その後、株式会社WESEEKの開発者も開発に加わることとなり、また「GROWI」へとリブランディングされた。

## 主な機能

### Markdown
ユーザーは軽量マークアップ言語のひとつである、Markdownでページを書くことができ、左右2画面でのリアルタイムプレビューが可能。言語ごとのコードハイライトや絵文字や注釈（footnotes）、タスクリスト、BoostrapによるHTMLコードにも対応している。

### draw.io
GROWIには、フロチャート図などが作成可能な作図ツール、draw.ioとの連携機能が搭載されている(v3.7.0 以降)。これにより、Markdownのみでは作成が困難な複雑な図を、編集画面内から直感的に作成することができる。

### HackMD/CodiMD
オープンソースとして公開されている、HackMD(後のCodiMD)をGROWIと連携させることで、ユーザーはGROWI管理下のドキュメントを同時に多人数で編集することが可能となる。

### 自動ページ階層整理 lsx 機能
プラグインをインストールすることにより、ページを階層で整理する lsx 機能を利用することが可能になる。この機能により、ページ内に$lsx（ドル記号と lsx と括弧）を記述することで、該当ページ配下のページ一覧を出力することができるようになる。
また lsx はページ指定だけでなく、オプションを設定することにより様々な出力方法が可能となっている。

### ページ履歴閲覧機能
GROWIではページの更新履歴を閲覧することができる。更新履歴を閲覧することだけではなく、そのときに編集した内容のページを表示することができるため、過去のページに内容を巻き戻すことも可能である。

### UML記述機能
GROWIではPlantUMLを利用することで、UML図を描くことができる。